# Paul Zanker
Paul Zanker (Costanza, 7 febbraio 1937) è un archeologo tedesco.

## Biografia
Ha concluso la carriera accademica in Italia, dove è stato dal 1996 al 2002 direttore dell'Istituto archeologico germanico e dal 2001 al 2010 docente di archeologia e storia dell'arte antica presso la Scuola normale superiore di Pisa. In precedenza aveva insegnato archeologia classica all'Università di Monaco, suo ateneo di formazione, e all'Università di Gottinga. Autore di decine di libri tradotti in molte lingue e più volte ristampati, si è occupato soprattutto delle manifestazioni artistiche nell'età augustea. Responsabile da anni del Corpus Vasorum Antiquorum per la Germania, guida numerosi progetti di ricerca dedicati alla scultura antica.

## Opere principali
- Wandel der Hermesgestalt in der attischen Vasenmalerei. Habelt, Bonn 1965. [Freiburg i. Br., Univ., Diss., 1962].
- Forum Augustum. Das Bildprogramm. Wasmuth, Tübingen 1968; trad. italiana: Il Foro di Augusto, Roma, Palombi, 1984.
- Forum Romanum. Die Neugestaltung durch Augustus, Wasmuth, Tübingen 1968 ISBN 3-8030-1404-2; trad. italiana: Il foro romano: la sistemazione da Augusto alla tarda antichità, Roma, De Luca, 1972.
- Klassizistische Statuen. Studien zur Veränderung des Kunstgeschmacks in der römischen Kaiserzeit, von Zabern, Mainz 1974 [Freiburg i.Br., Univ., Habil.-Schr.].
- Studien zu den Augustus-Porträts, Band 1: Der Actium-Typus. Göttingen 1973. (Abhandlungen der Akademie der Wissenschaften zu Göttingen, Philologisch-Historische Klasse ; Folge 3, 85) ISBN 3-525-82358-4.
- Provinzielle Kaiserporträts. Zur Rezeption der Selbstdarstellung des Princeps.  München 1983. (Abhandlungen / Bayerische Akademie der Wissenschaften, Philosophisch-historische Klasse N.F. 90).
- Augustus und die Macht der Bilder, C.H. Beck, München 1987 ISBN 3-406-32067-8 (auch: Leipzig, Koehler & Amelang 1987); trad. italiana: Augusto e il potere delle immagini,	Torino, Einaudi, 1989.
- Die Trunkene Alte. Das Lachen der Verhöhnten, Fischer, Frankfurt/Main 1988 ISBN 3-596-23960-5.
- Pompeji. Stadtbild und Wohngeschmack, von Zabern, Mainz 1995 (Kulturgeschichte der Antiken Welt, Bd. 61) ISBN 3-8053-1685-2; trad. italiana: Pompei: società, immagini urbane e forme dell'abitare, Torino, Einaudi, 1993.
- Hrsg., mit Michael Wörrle: Stadtbild und Bürgerbild im Hellenismus (Vestigia. Beiträge zur Alten Geschichte Band 47). C. H. Beck Verlag, München 1995, ISBN 3-406-39036-6.
- Die Maske des Sokrates. Das Bild des Intellektuellen in der Antiken Kunst, C.H. Beck, München 1995 ISBN 3-406-39080-3; trad. italiana: La maschera di Socrate: l'immagine dell'intellettuale nell'arte antica, Torino, Einaudi, 1997.
- Eine Kunst für die Sinne. Zur Bildwelt des Dionysos und der Aphrodite, Wagenbach, Berlin 1998 ISBN 3-8031-5162-7.
- (con Björn Christian Ewald): Mit Mythen leben. Die Bilderwelt der römischen Sarkophage, Hirmer, München 2004 ISBN 3-7774-9650-2; trad. italiana: Vivere con i miti: l'iconografia dei sarcofagi romani, Torino, Bollati Boringhieri, 2008.
- Die Apotheose der römischen Kaiser. Ritual und städtische Bühne. München, Carl Friedrich von Siemens Stiftung 2004.
- Die römische Kunst, München, Beck, 2008; trad. italiana: Arte romana, Bari-Roma, Laterza, 2008.
- Die römische Stadt: eine kurze Geschichte, München, Beck, 2014; trad. italiana: La città romana, Bari-Roma, Laterza, 2013.